# Дейли, Джон (скелетонист)
Джон Дейли (англ. John Daly, 10 июня 1985, Лонг-Айленд-Сити, Нью-Йорк) — американский скелетонист, выступающий за сборную США с 2003 года. Участник двух зимних Олимпийских игр, чемпион мира в смешанных состязаниях по бобслею и скелетону, неоднократный победитель различных этапов Кубка Америки и Европы, обладатель нескольких золотых медалей Межконтинентального кубка.

## Биография
Джон Дейли родился 10 июня 1985 года в городе Лонг-Айленд-Сити, штат Нью-Йорк. С детства полюбил спорт, ещё во время учёбы в колледже пошёл в лёгкую атлетику, выступал в десятиборье. Активно заниматься скелетоном начал в возрасте шестнадцати лет, а в 2003 году стал членом национальной сборной. В декабре 2004 года дебютировал на Кубке Америки, приехав двенадцатым на этапе в Парк-Сити. В начале следующего года занял восьмое место на молодёжном чемпионате мира, год спустя финишировал на этих соревнованиях девятым. Долгое время спортсмену приходилось выступать на второстепенных турнирах, однако здесь ему удалось добиться некоторых положительных результатов, в частности, победа на этапе Межконтинентального кубка, золото на этапе Кубка Америки в Лейк-Плэсиде, где Дейли, кроме всего прочего, установил рекорд трассы. В сезоне 2008/09 выиграл золотые медали на этапах Кубка Европы в швейцарском Санкт-Морице и австрийском Иглсе, в итоге заняв второе место общего зачёта.
На Кубке мира впервые выступил 20 ноября 2009 года, на этапе в Лейк-Плэсиде финишировал одиннадцатым. Тем не менее, окончательно закрепился в составе главной сборной США лишь в сезоне 2010/11, среди наиболее удачных его кубковых заездов — пятая позиция на январском этапе в Санкт-Морице. Став полноправным членом команды, Дейли удостоился права защищать честь страны на Олимпийских играх в Ванкувере, где впоследствии показал семнадцатое время. На чемпионате мира 2012 года в Лейк-Плэсиде приехал пятым, что на данный момент является его лучшим результатом на мировых первенствах. Год спустя на мировом первенстве в швейцарском Санкт-Морице одержал победу в смешанных состязаниях по бобслею и скелетону.
В 2014 году Дейли участвовал Олимпийских играх в Сочи. После трёх заездов Джон реально претендовал на третье место (в первом заезде он показал 4-й результат, а во втором — третий), но на старте четвёртого заезда поскользнулся и показал худший результат из всех 20 скелетонистов, допущенных до последнего заезда. В результате по сумме 4 заездов Дейли откатился на 15-е место. Бронза в итоге досталась другому американцу Мэттью Антуан.